# Ihor Branowycki

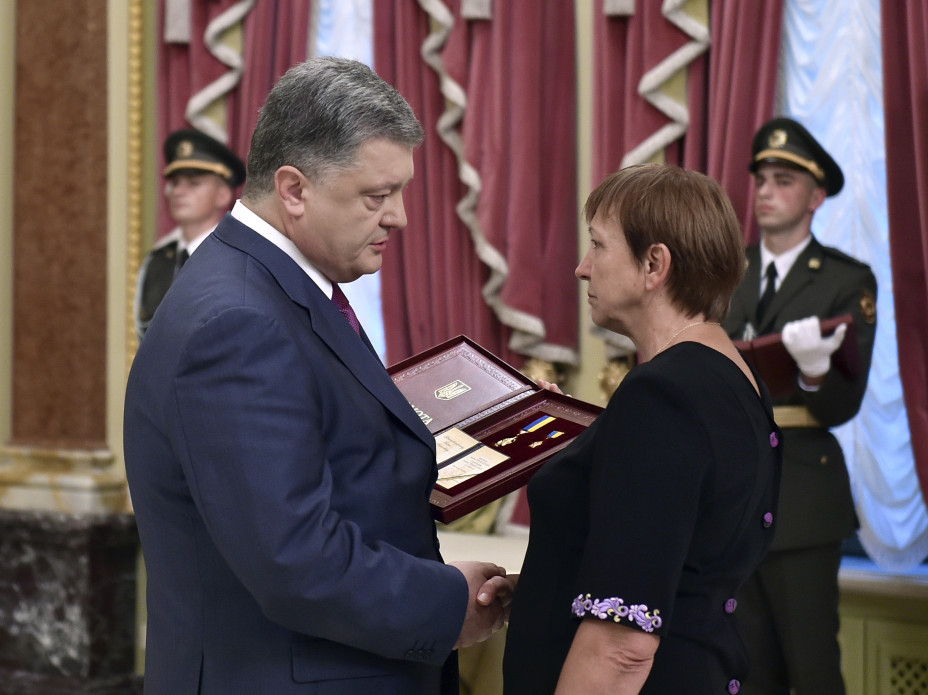
Prezydent Ukrainy Petro Poroszenko wręcza Złotą Gwiazdę Bohatera Ukrainy na ręce Niny Branowyckiej, matki Ihora Branowyckiego

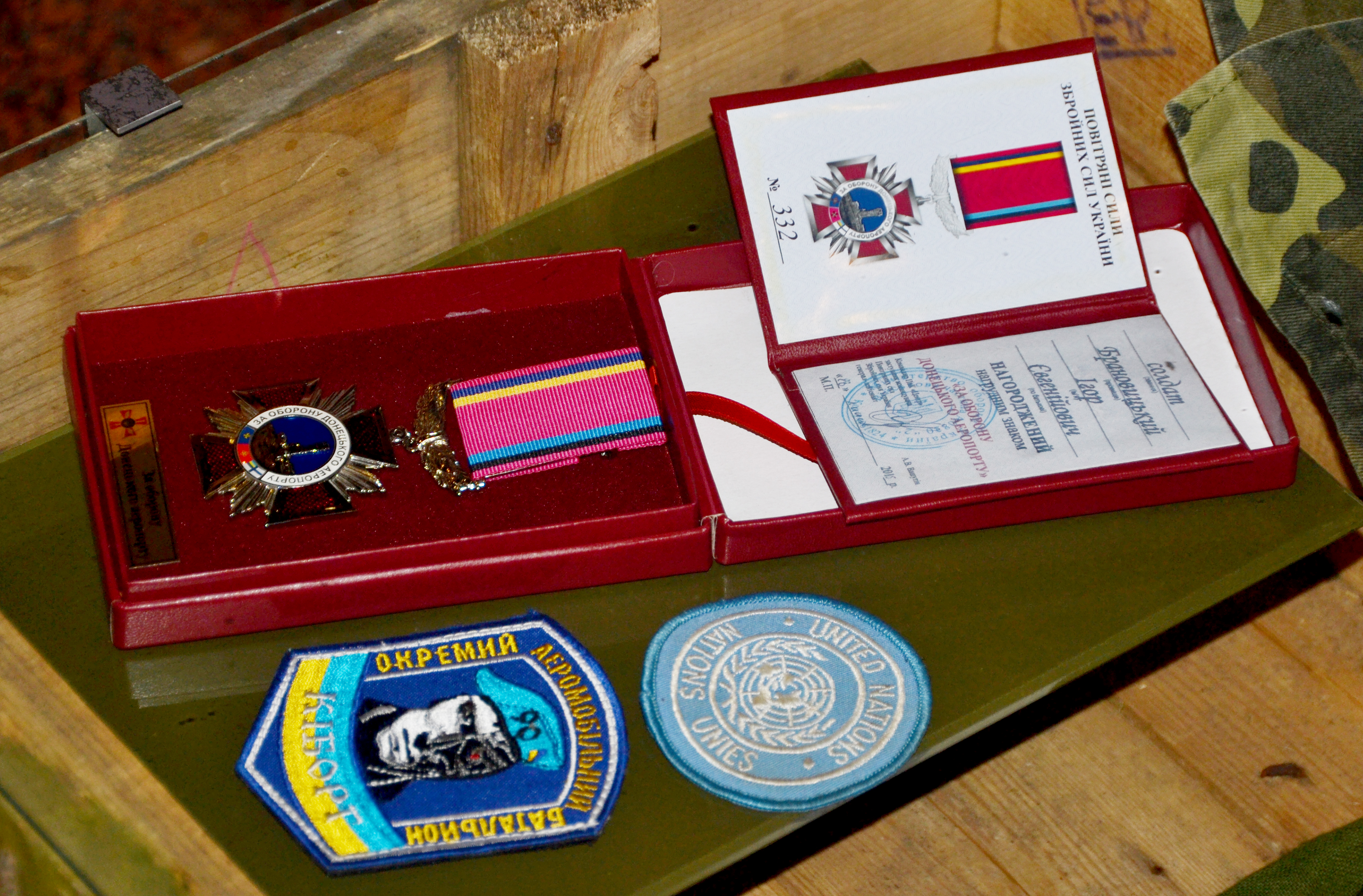
Odznaka „Za obronę lotniska w Doniecku” i naszywki mundurowe Ihora Branowyckiego

Ihor Jewhenowycz Branowycki (ukr. Ігор Євгенович Брановицький, ur. 25 kwietnia 1976 w Kijowie, zm. 21 stycznia 2015 w Doniecku) – ukraiński żołnierz pochodzenia polskiego, uczestnik wojny w Donbasie, zamordowany w niewoli przez prorosyjskich separatystów po zakończeniu obrony lotniska w Doniecku, Bohater Ukrainy (2016, pośmiertnie).

## Życiorys
Był absolwentem Kijowskiego Technikum Urządzeń Elektronicznych. Służył w ukraińskim kontyngencie sił pokojowych ONZ w Angoli. Uczestnik rewolucji godności. Zmobilizowany jako ochotnik, od końca sierpnia 2014 roku na uzupełniającym szkoleniu wojskowym pod Żytomierzem, od listopada przebywał w strefie działań zbrojnych na wschodzie Ukrainy jako żołnierz 81 Samodzielnej Brygady Powietrznodesantowej.
W ostatnim dniu obrony lotniska w Doniecku, 21 stycznia 2015 roku, wyciągnął dwóch rannych z budynku nowego terminala i wrócił tam po następnych, razem z sierż. Anatolijem Swerydem i sierż. Wasylem Sokołowskim, gdzie cała trójka trafiła do niewoli. Według naocznych świadków, po brutalnych przesłuchaniach i torturach, Branowycki dobrowolnie podał się jako strzelec karabinu maszynowego poszukiwany przez separatystów. Po tym wyznaniu został zamordowany dwukrotnym strzałem w głowę przez rosyjskiego terrorystę Arsena Pawłowa (ps. Motorola). W marcu został zidentyfikowany wśród zabitych, których ciała wywieziono z Doniecka.
3 kwietnia został pochowany na Cmentarzu Berkoweckim w Kijowie (kwatera 86, rząd 11, miejsce 3).

## Odznaczenia
- Tytuł Bohatera Ukrainy z Orderem Złotej Gwiazdy (23 sierpnia 2016, pośmiertnie) – „za wyjątkową, osobistą odwagę, bohaterstwo i ofiarność, przejawioną w obronie suwerenności państwa i integralności terytorialnej Ukrainy oraz wierność przysiędze wojskowej”[10];
- Order „Za odwagę” III klasy (23 maja 2015, pośmiertnie) – „za osobistą odwagę i wysoki profesjonalizm, przejawiany w obronie suwerenności państwowej i integralności terytorialnej Ukrainy oraz wierność przysiędze wojskowej”[11];
- Order „Narodowy Bohater Ukrainy” (2015, pośmiertnie)[12];
- Odznaka „Za obronę lotniska w Doniecku” (pośmiertnie, 2015).

## Pamięć
W 2016 roku jedna z ulic w Kijowie otrzymała imię Ihora Branowyckiego.
8 września 2017 roku w Kamieńcu Podolskim na fasadzie klubu jednostki wojskowej A2738, w której w latach 1995–1996 służył Ihor Branowycki,  odsłonięto tablicę pamiątkową.
25 października 2019 w Kijowie powstał klub młodzieżowy „Natrij” (ukr. Натрій, Sód), nazwany pseudonimem używanym w wojsku przez Ihora Branowyckiego.